# Ferdinand von Raesfeld

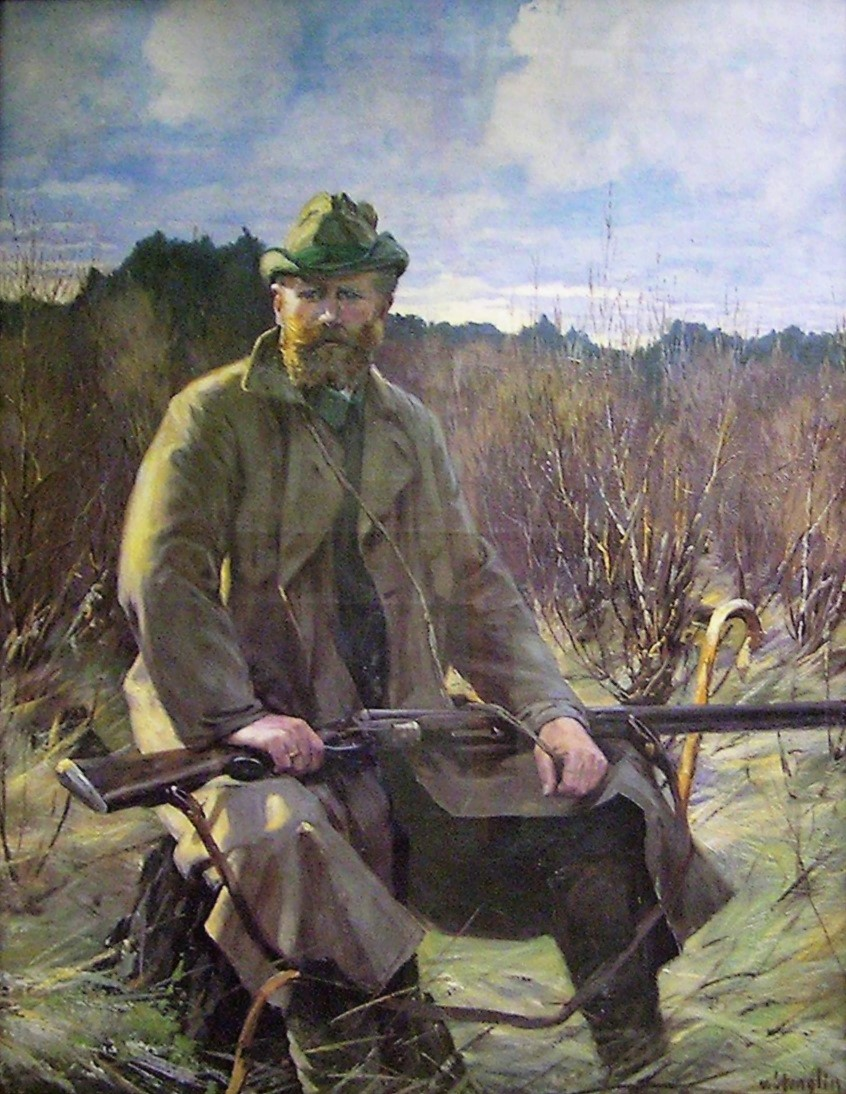
„Ferdinand von Raesfeld auf dem Schnepfenstrich“, Gemälde von Ernst-Hugo von Stenglin

Ferdinand-August Albert Maria von Raesfeld [ˈraːsˌfɛlt] (* 29. September 1855 in Dorsten; † 6. Mai 1929 in Marquartstein) war ein preußischer Forstmeister, Jäger und Autor von Standardwerken der deutschsprachigen Jagdliteratur. Mit seinen Aussagen zu Jagd und Hege des Wildes, die er mit Hege mit der Büchse zusammenfasste, war er seiner Zeit weit voraus.

## Leben

### Kindheit und Jugend

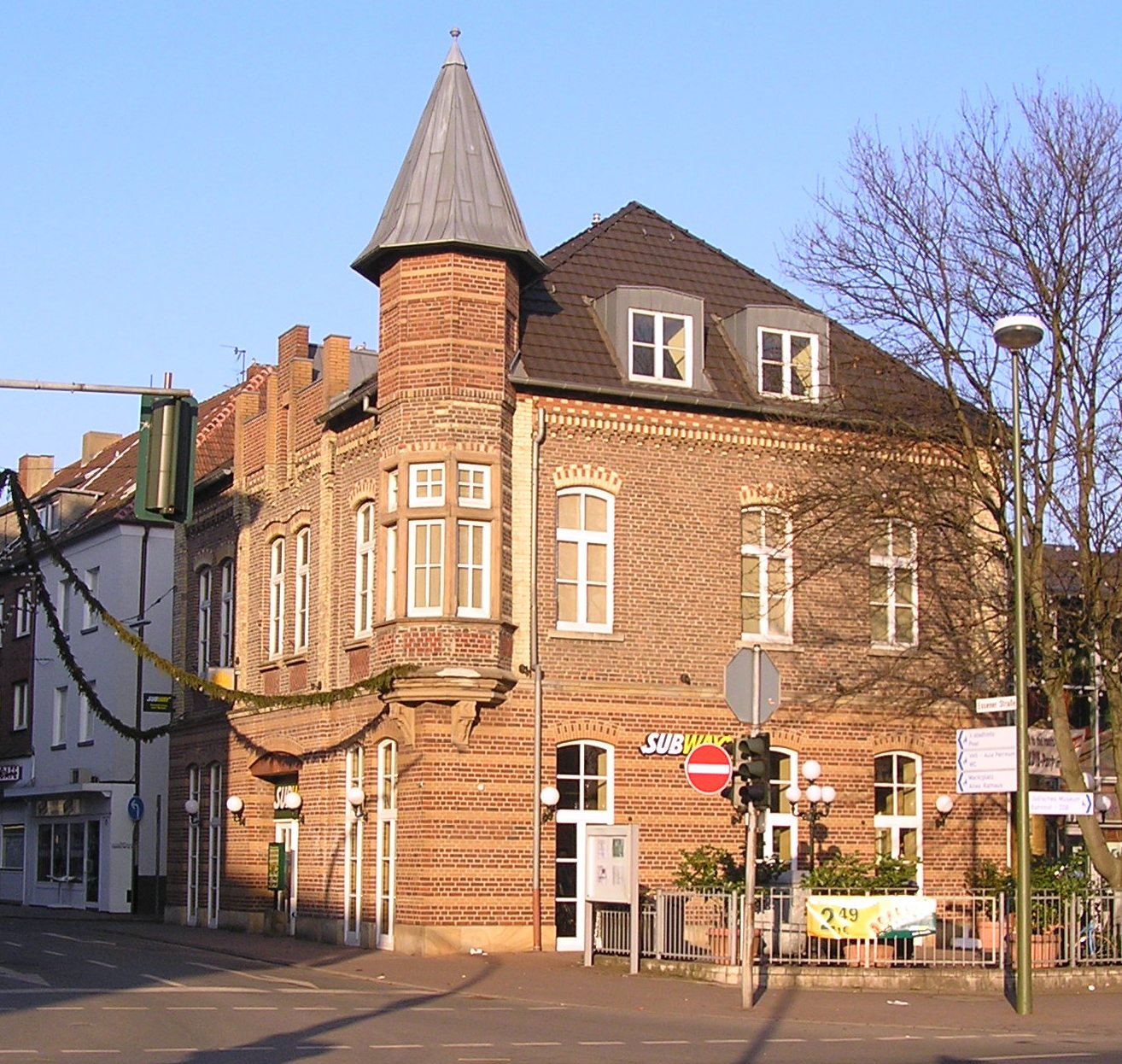
Wohnhaus der Raesfelds am Essener Tor in Dorsten

Ferdinand August Albert Maria von Raesfeld wurde am 29. September 1855 im westfälischen Dorsten als Sohn des Mediziners Albert Ferdinand Maria von Raesfeld und der Kaufmannstochter Marie Augusta Bernadia Berta von Raesfeld (geb. Reischel) geboren. Am 2. Oktober desselben Jahres wurde er in der St.-Agatha-Kirche zu Dorsten getauft. Er wuchs als ältester von neun Geschwistern zunächst in einem Haus der Großeltern Raesfelds mütterlicherseits in der Blinde Straße (heute Ursulastraße/An der Vehme) auf. Ab 1867 lebte er in einem markanten Haus am Essener Tor (heute Essener Straße/Südwall).
Früh zeigte sich seine Neigung zur Natur: gefördert von seinem Vater legte er Herbarien an, beobachtete, sammelte und hielt Tiere. Auf dem außerhalb der Stadt liegenden Gut „Hohenkamp“ seines Onkels Kurt von Raesfeld lernte er von ihm mit Bogen, Armbrust und dem Kleinkalibergewehr zu jagen. Schon als Zwölfjähriger fasste er den Entschluss, Förster und Jäger zu werden.
Nach der Elementarschule besuchte er von 1865 bis 1872 das Progymnasium in seiner Heimatstadt. Um das Abitur zu machen, wechselte er auf das Gymnasium Nepomucenianum in Coesfeld, welches er am 21. Juli 1874 mit guten Abschlussnoten verließ.

### Ausbildung und Militär

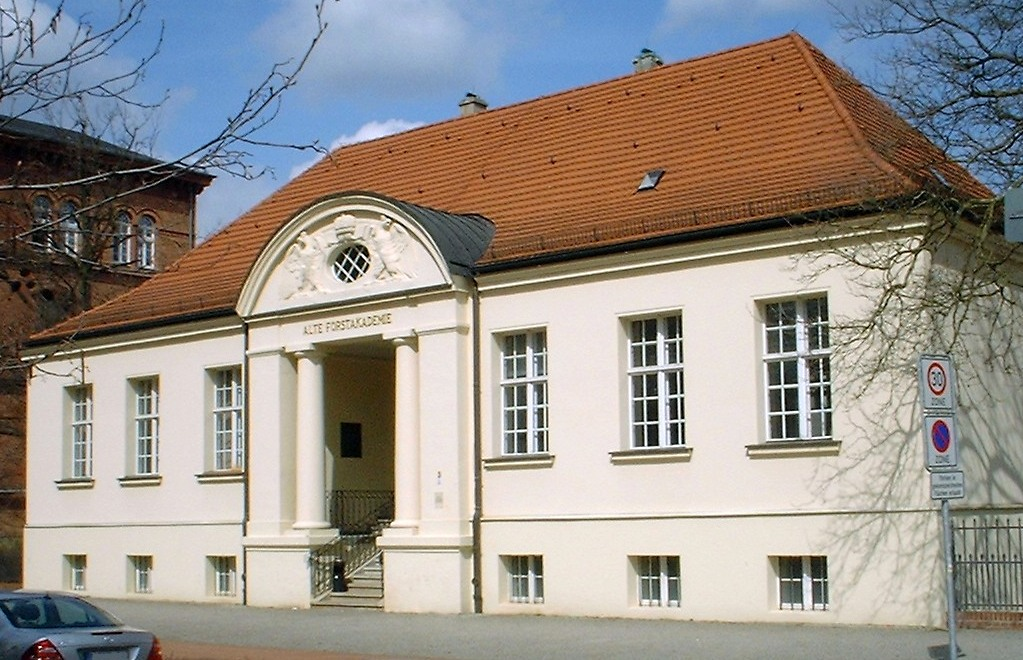
Das Gebäude der Alten Forstakademie zu Eberswalde.

Raesfeld machte eine Lehre zum Forstmann im Forstamt Rumbeck an der Weser. Ab 1876 folgte ein Studium an der Forstakademie zu Eberswalde. Dort wurde er in der Akademischen Schützenhaus-Gesellschaft (A.S.G.) aktiv. Während seiner Studienzeit lernte er Adelheid Maria Hartmann, Tochter eines Eberswalder Stadtrates, kennen und verlobte sich mit der 17-Jährigen. Die Abschlussprüfung nach vier Semestern schaffte er nicht ganz, die Prüfung in dem von Theodor Hartig unterrichteten Fach Botanik musste er ein Jahr später erneut ablegen.
Um diese Wartezeit zu überbrücken, meldete sich Raesfeld als Einjährig-Freiwilliger zum Wehrdienst und kam zunächst zum 2. Jägerbataillon nach Greifswald. Eigenen Angaben zufolge schikanierten ihn seine Unteroffiziere, sodass er sich nach einem halben Jahr nach Berlin zum Garde-Füsilier-Regiment versetzen ließ, um dort den Rest seines Dienstes abzuleisten. Danach diente er einige Zeit im 1. Garde-Regiment zu Fuß, schied dort jedoch bald aus.

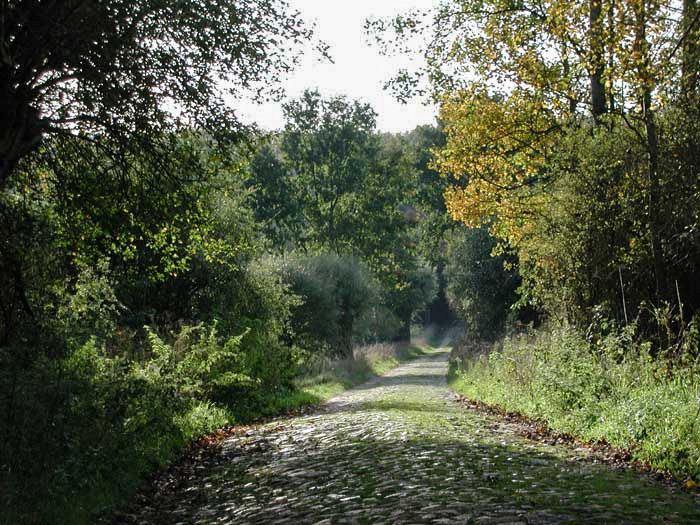
Alter Waldweg in der Schorfheide

Er verließ die militärische Laufbahn, um als försternder Referendar in zahlreichen Forstämtern Preußens Erfahrungen zu sammeln. Besonders beeindruckt zeigte er sich von dem Revier auf Darß. Er kam außerdem für einige Zeit zum Schorfheide-Forstamt nach Groß Schönebeck, an dessen Forstschule er unterrichtete. Als leidenschaftlicher Jagdhornspieler gründete er dort ein Bläsercorps. Ein wenig Geld verdiente er sich in den Forstämtern mit Kartierungsarbeiten.

### Russland und zurück
Raesfeld legte 1881 das Staatsexamen als Oberförster ab. 1882 übernahm er eine Aufgabe in der Verwaltung der Fürstlich Orlowschen Forsten mit 500.000 ha in der Nähe der russischen Großstadt Samara an der unteren Wolga. Er war vor allem für die Vermessung und Kartierung des Forsts zuständig und lebte im Jagdhaus Ursolje, welches 1884 von aufständischen Arbeitern angezündet wurde. Obwohl er das lukrative Angebot bekam, die Verwaltung des Forstes ganz zu übernehmen, wurde er 1884 für fünf Jahre Verwaltungsassessor des Preußischen Forstamtes Meisenheim. Am 8. Juni 1885 heiratete der 30-jährige seine Studentenliebe Adelheid Maria Hartmann (1860–1932). Ab 1887 war er in Meisenheim Oberförster.

### Auf dem Darß

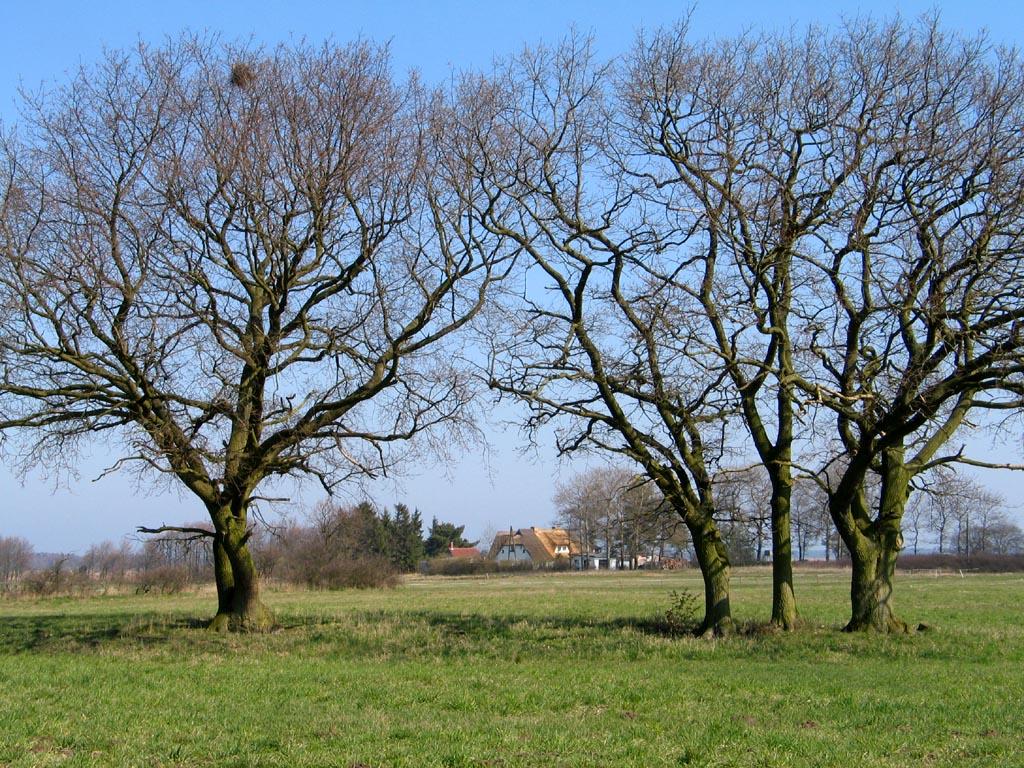
Landschaft bei Wieck auf Darß

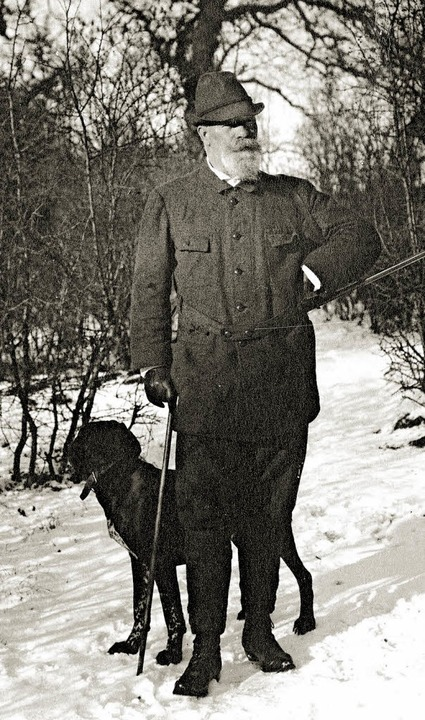
Raesfeld in späteren Jahren

Am 1. Januar 1890 wurde er Revierverwalter des Forstamtes Darß bei Born auf der Ostsee-Halbinsel Fischland-Darß-Zingst und lebte und arbeitete dort die nächsten 23 Jahre. Er forstete gerodete Waldflächen des Darß naturnah auf und legte damit den Grundstein für diesen Teil des heutigen Nationalparks Vorpommersche Boddenlandschaft. So haben sich bis heute 2000 ha Kiefernwald gehalten, die er auf baumfreier Fläche anlegte. Außerdem setzte er seine Gedanken zu Jagd, Waidgerechtigkeit und Hege in die Tat um, zumal sich die auf der Halbinsel recht isolierten Wildbestände gut für sein Vorhaben zu eignen schienen. So ließ er beispielsweise, auch entgegen der Meinung seiner Dienstherren, starke Tiere alt werden, damit diese ihre Merkmale weitergeben können. Am 18. August 1893 wurde seine Tochter Hildegard Auguste Maria in Born geboren.
Über seine Überlegungen und Erfahrungen schrieb er schon in den ersten Ausgaben der Zeitschrift Wild und Hund 1894, teilweise unter der Chiffre „D. v. D.“. Seine Ausführungen zum natürlichen Geschlechterverhältnis und der Forderung des Kitzabschusses in einem Vortrag und dessen Abdruck in der Wild und Hund führten wohl zur Abschussfreigabe der bis dahin in Preußen geschonten Kitze. Auf dem Darß schrieb er seine ersten drei Hauptwerke Das Rotwild (1898), Das Rehwild (1905) und Das deutsche Waidwerk (1913).
Es bestätigten sich seine für das traditionelle Jagdwesen nahezu revolutionären Thesen. Raesfeld war seiner Zeit noch weit voraus, als er schrieb:

„Sorge für Ruhe, gönne dem Wild die vollen Jahre zu seiner nötigen Entwicklung, schieße nur minderwertiges ab, bis das Ganze auf eine genügend hohe Stufe gebracht ist, und halte keine größere Zahl von Wild, als die gegebenen Verhältnisse voll zu entwickeln und zu erhalten mögen.“

### Reisen
1908 reiste Raesfeld nach Teneriffa und Südfrankreich. Die Ehe mit Adelheid zerbrach 1913 über seiner Zuneigung zu einer Nichte seiner Frau. Aus diesen persönlichen Gründen und Auseinandersetzungen über Abschüsse mit seinen Vorgesetzten ließ Raesfeld sich vorzeitig pensionieren und verließ den Darß. Er bekam ein Angebot, ein Niederwildrevier zu übernehmen, schlug dies jedoch aus. Er reiste durch Italien, Frankreich und die Schweiz und erweiterte sein Wissen um Forst, Jagd und Hege. Um sich sein Einkommen, welches neben seiner Pension aus den Erträgen der Fachbücher und Honoraren für Veröffentlichungen in Jagdzeitschriften bestand, aufzubessern, schrieb er auf seinen Reisen einige Romane und Erzählungen mit jagdlichem Hintergrund.

### Alter in Bayern
Ab 1915 setzte er seine Studien zur Jagd in Süddeutschland fort. Am 28. Juni 1915 wurde die Scheidung der Eheleute Adelheid und Ferdinand von Raesfeld vollzogen. 1916 heiratete er die Nichte seiner früheren Frau, Katharina Charlotte Luise Martha von Brauchitsch (1887–1959) im oberbayrischen Weßling. Er zog mit ihr zunächst nach Jugenheim in Hessen, dann nach Prien am Chiemsee und schließlich nach Marquartstein im Chiemgau, wo er seinen Lebensabend verbrachte. Dort nannte er sich, eigentlich unberechtigterweise, auch Freiherr von Raesfeld, weil wohl ein Zweig des alten Geschlechts der von Raesfeld in Bayern in den Freiherrnstand erhoben wurde.
Raesfeld hielt zahlreiche Vorträge bei Jagdvereinigungen, insbesondere beim Allgemeinen Deutschen Jagdschutz-Verein (ADJV) und dessen Untergliederungen. Bis 1920 schrieb er an seinem letzten klassischen Werk „Die Hege in der freien Wildbahn“.
Am 6. Mai 1929 verstarb Ferdinand von Raesfeld 73-jährig im oberbayrischen Marquartstein. Er wurde in Prien bestattet, jedoch wurden seine sterblichen Überreste ein Jahr nach seinem Tod von Bayern zu seinem heutigen Ehrengrab auf dem Darß überführt.

## Ehrungen

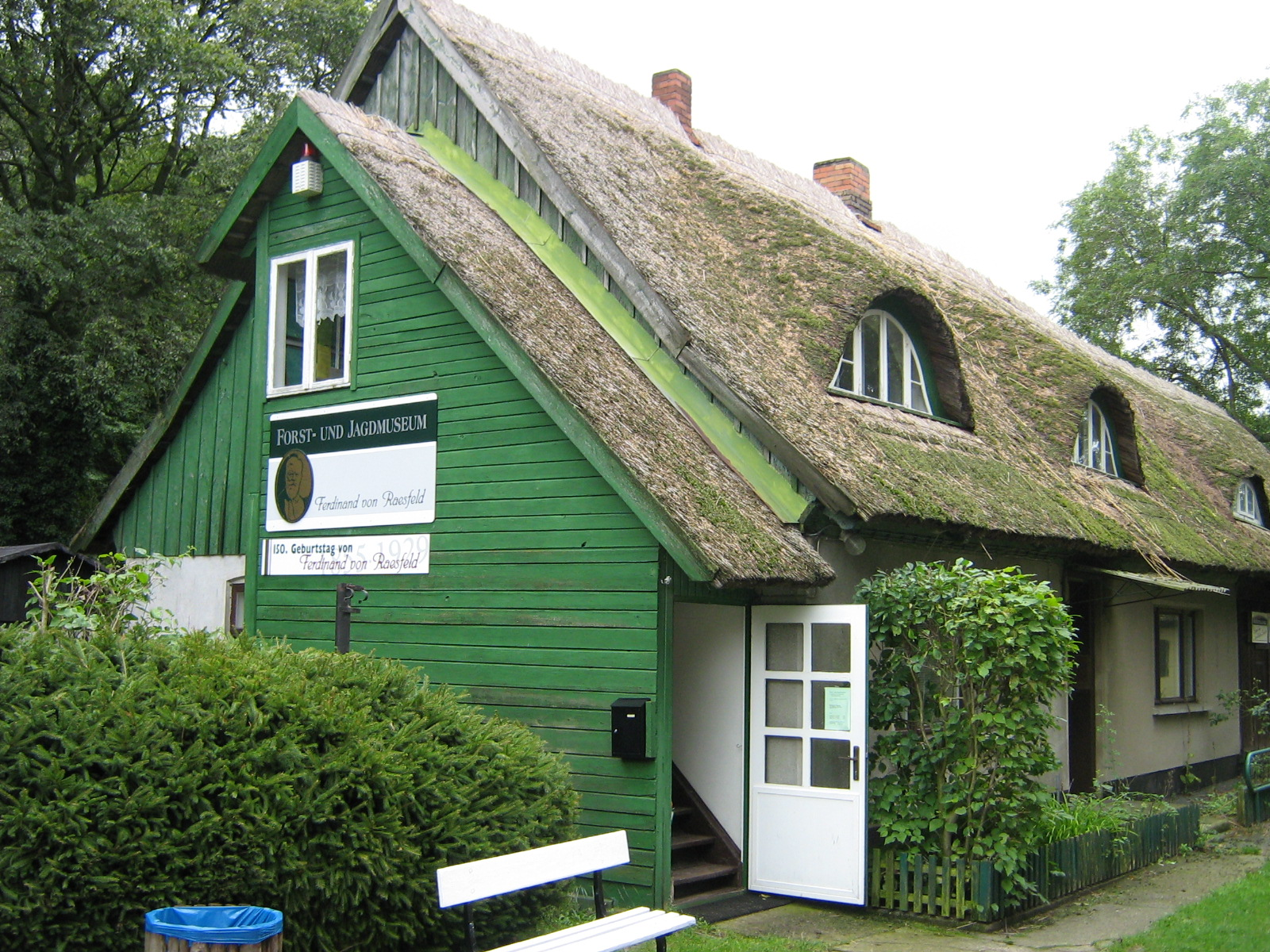
Forst- und Jagdmuseum Ferdinand von Raesfeld im ehemaligen Forstamt Darß in Born

In dem ehemaligen Forstamt Darß in Born wurde 1996 das Forst- und Jagdmuseum Ferdinand von Raesfeld eingerichtet. Neben Jagd- und Forstkunde wird auch Raesfelds Leben und Wirken beleuchtet. Bei seinem Ehrengrab im Darßer Wald befindet sich ein mannshoher Steinblock mit einer Bronzetafel.

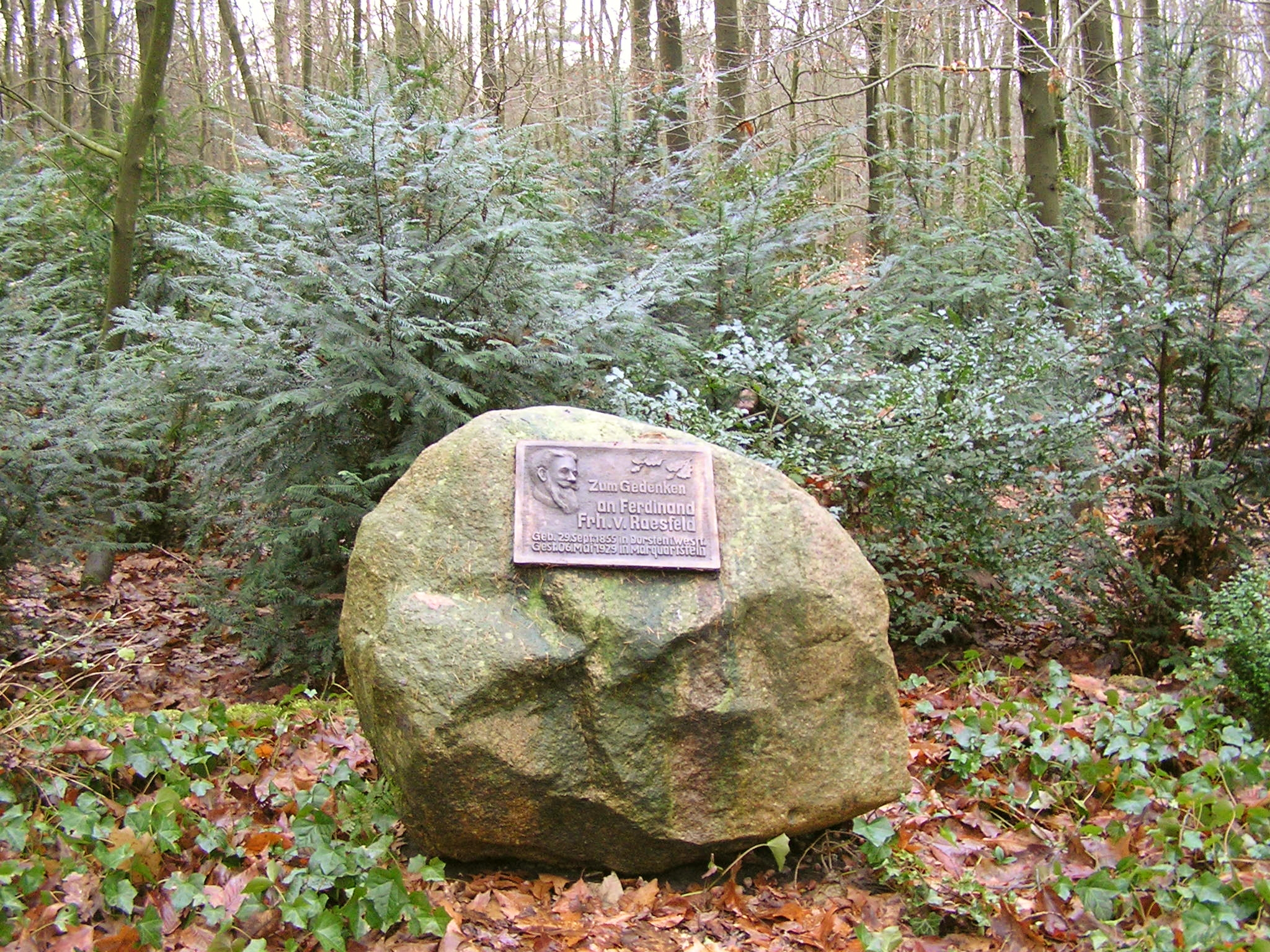
Ferdinand-von-Raesfeld-Gedenkstein in Dorsten

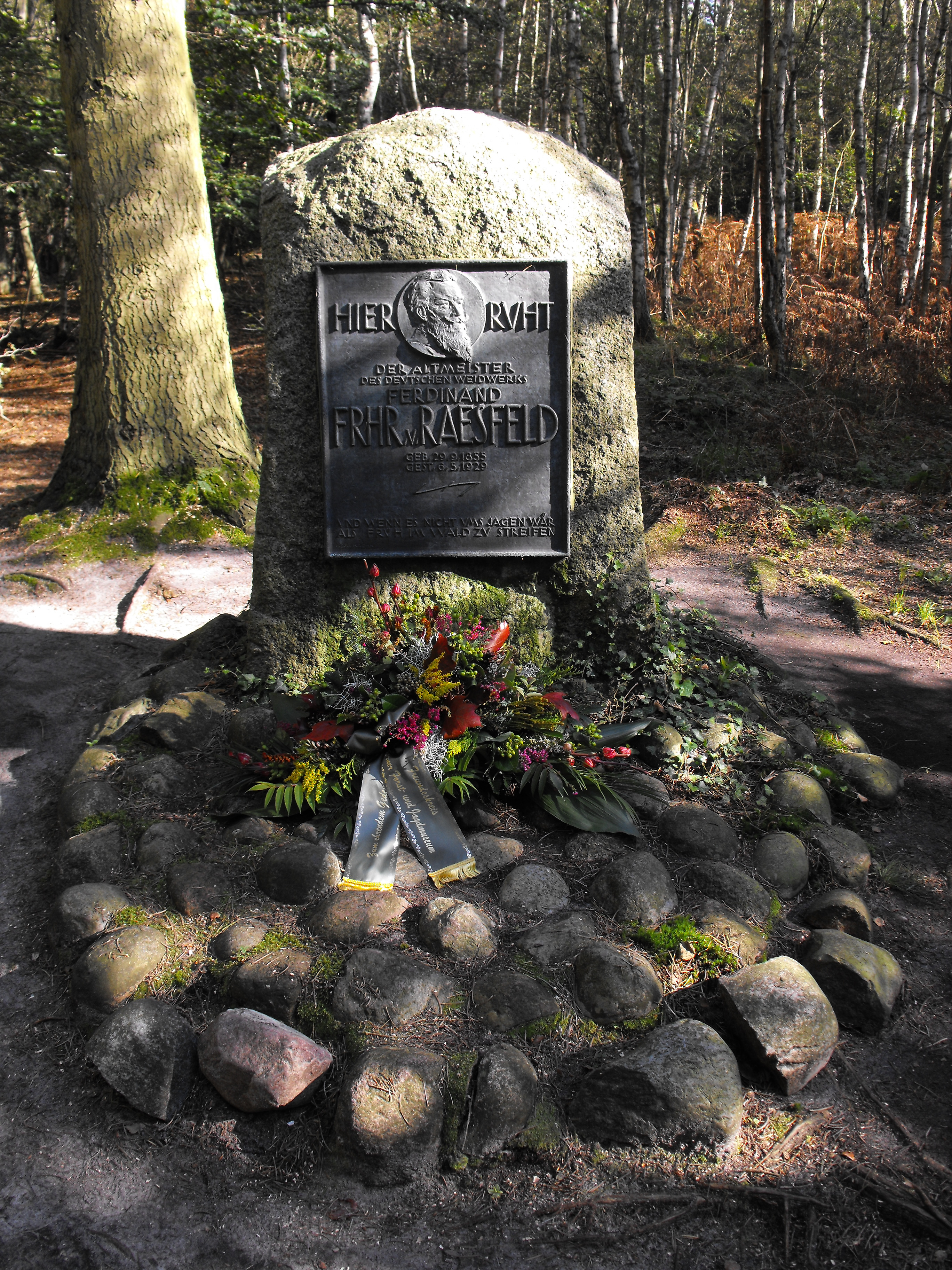
Ehrengrab auf dem Darß

In seiner Geburtsstadt Dorsten befindet sich nahe einem Waldlehrpfad in dem Stadtwald Barloer Busch ein Findling als Gedenkstein mit einer von Heinz Kleinespel gestalteten Bronzeplatte für Ferdinand von Raesfeld. In der städtischen Bibliothek befindet sich eine kleine Dauerausstellung mit Erstausgaben seiner Werke. Um beide Gedenkstätten kümmert sich seit 1991 der Arbeitskreis „Ferdinand von Raesfeld“; er besteht aus Mitgliedern der örtlichen Heimatvereine und Hegeringe. Außerdem ist ein kleiner Parkweg nahe der Dorstener Altstadt nach Raesfeld benannt.

## Werk

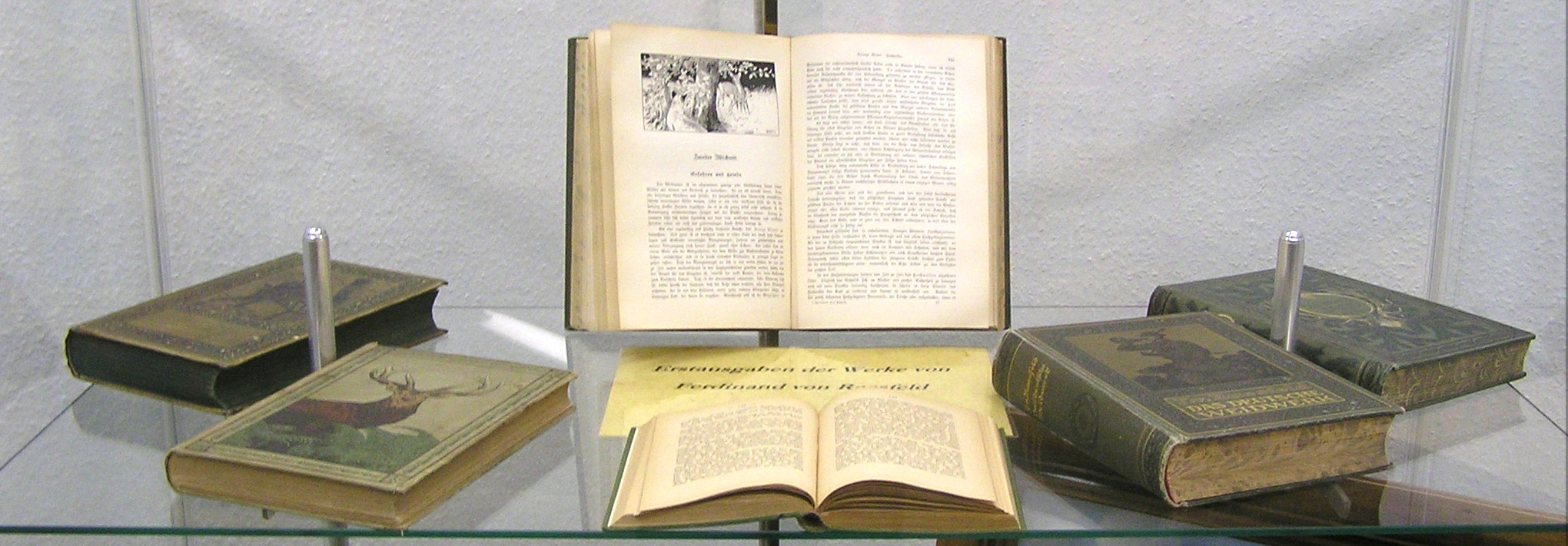
Erstausgaben Raesfelds Klassiker

### Sachliteratur
Ferdinand von Raesfelds Lehrbücher „Das deutsche Waidwerk“ und „Die Hege in der freien Wildbahn“ und vor allem die Monografien „Das Rotwild“ und „Das Rehwild“ gelten als Standardwerke der Jagdliteratur.
Raesfelds erstes klassisches Werk „Das Rotwild“ erschien im November 1898 im Paul Parey Verlag, der auch die Zeitschrift „Wild und Hund“ herausgab. In gleicher Aufmachung erschien 1905 „Das Rehwild“. Die je etwa 400 Seiten fassenden Monografien beschreiben Rothirsch und Reh in ihrer Erscheinung, ihrem biologischen Aufbau, Verhalten, und ihre Lebensweise. Außerdem wird in einzelnen Kapiteln auf Hege und Jagd des Wildes sowie jagdliches Brauchtum eingegangen.
Bis 1913 schrieb Raesfeld auf dem Darß an dem Lehrbuch „Das deutsche Weidwerk“, in dem er sein Wissen über die Hoch- und Niederwild, Waffen, Jagdarten, Hege und Jagdbräuche zusammenfasst und an den jagdlichen Laien richtet. Das Deutsche Weidwerk ist ein Standard in der deutschen Jagdliteratur. Jedoch nur bis inklusive der 4. Auflage – die mit der Schreibweise "ei". Ab der 5. Auflage hieß es "Das Deutsche Waidwerk" mit "ai" und es kam auch sonst allerlei Gefasel in das Buch hinein, gegen das der alte Raesfeld sich ja nicht mehr wehren konnte.
In dem letzten seiner klassischen Hauptwerke, „Die Hege in der freien Wildbahn“ von 1920, fasste er die Grundsätze aus den vorherigen Veröffentlichungen zur Hege des Wildes auf etwa 300 Seiten zusammen.
Die Aussagen in seinen Büchern sind in ihrem Kern auch heute noch gültig, wurden aber schon von Ferdinand von Raesfeld selbst, nach seinem Tod von verdienten Forstmeistern und Jägern wie Graf Sylva-Tarouca, Walter Frevert, Gerd von Lettow-Vorbeck und Detlev Müller-Using auf den aktuellen Kenntnisstand von Wildbiologie und Waffentechnik gebracht und an das geltende Jagdrecht angeglichen. Trotz der mehrfachen völligen Überarbeitung und Erweiterung blieb der charakteristische Stil der erzählenden Unterweisung Raesfelds erhalten.
Für die ersten Ausgaben der Bücher schuf Karl Wagner zahlreiche anschauliche Zeichnungen. Diese wurden in späteren Ausgaben mit Zeichnungen und anderen Abbildungen von Fritz Laube, Wilhelm Buddenberg, Gerhard Löbenberg und R. R. Hofmann ergänzt.
- Das Rotwild. Naturgeschichte, Hege und Jagd des heimischen Edelwildes in freier Wildbahn. Parey, Berlin 1898. Von Kurt Reulecke völlig überarbeitete 9. Auflage erschienen bei Kosmos, Stuttgart 2003. ISBN 3-440-09502-9
- Das Rehwild. Naturgeschichte, Hege und Jagd. Parey, Berlin 1905. Unveränderter Nachdruck erschienen bei Parey Zeitschriftenverlag, Singhofen 2000. ISBN 3-89715-541-9. Von Alfred Hubertus Neuhaus und Kurt Schiach völlig überarbeitete 9. Auflage erschienen bei Kosmos, Stuttgart 2003. ISBN 3-440-09501-0
- Das deutsche Waidwerk. Ein Lehr- und Handbuch der Jagd. Parey, Berlin 1914. Von Rüdiger Schwarz völlig überarbeitete 14. Auflage erschienen bei Kosmos, Stuttgart 1980. ISBN 3-440-08144-3
- Die Hege in der freien Wildbahn. Ein Lehr- und Handbuch für Jäger und Jagdbesitzer. Parey, Berlin 1920. Von Hans Behnke völlig überarbeitete 4. Auflage erschienen bei Parey, Berlin und Hamburg 1978. ISBN 3-490-15412-6

### Epische Werke
Bei den übrigen Werken Raesfelds handelt es sich in der Mehrzahl um Erzählungen und Romane, welche sich am ehesten dem Biedermeier oder der Spätromantik zuordnen lassen. Häufig spielen die Geschichten im jagdlichen Milieu oder im Umfeld bürgerlicher Familien. Sofern sie wie „Die Brakkenburg“ in Westfalen spielen, lässt er handelnde Personen häufig in westfälischem Platt reden. In einigen Erzählungen sind die autobiografischen Züge wohl eher Schmuckwerk, bei mancher stehen sie jedoch deutlich im Vordergrund.
In dem Band „Aus jungen Tagen“ erzählt Raesfeld anhand seines Alter Ego „Franz von Oltgrave“ in Anekdoten von seiner eigenen Kindheit und Jugend in Dorsten. Er berichtet vom täglichen Leben, dem Schulbetrieb, von Ausflügen, Landfesten und immer wieder Streichen, die Franz, sein Bruder Heinrich und deren Vettern Wilhelm und Johannes Roggenkamp den Einwohnern der kleinbürgerlichen Stadt spielen.
In „O Akademia!“ finden sich biografische Bezüge zu Raesfelds Ausbildung an der Eberswalder Forstakademie. Das weitere berufliche Leben schildert er in „Auf eigener und auf fremder Fährte“.
- Im Wasgenwald. Ein Jäger- und Kriegsroman aus dem Grenzland. Neumann, Neudamm 1915
- Hirschbrunn. Eine Erzählung aus dem Wald. Parey, Berlin 1916
- O Akademia!. Ein fröhliches Buch von Jugend, Jagd und Liebe. Neumann, Neudamm 1917. Zuletzt erschienen bei Neumann, Neudamm 2005. ISBN 3-7888-0765-2
- Der Wiescherhof. Neumann, Neudamm 1919
- Aus der Waidmannstasche. Jagdliche Zeit- und Streitfragen. Parey, Berlin 1920 o. 1900, Zuletzt erschienen bei Parey Zeitschriftenverlag, Singhofen, 2005. ISBN 3-89715-549-4
- Der weiße Hirsch. Eine Romanze aus dem Schwarzwald. Parey, Berlin 1920
- Aus jungen Tagen. Erinnerungen an Heimat und Jugend. Neumann, Neudamm 1920. Zuletzt erschienen bei Kosmos, Stuttgart 2001. ISBN 3-440-08559-7
- Auf eigener und auf fremder Fährte. Erinnerungen aus einem Wald- und Waidmannsleben. Neumann, Neudamm 1921
- Die Brakkenburg. Roman. Neumann, Neudamm 1922

## Zitate
„Seit drei Jahrzehnten bewegt sich unser Waidwerk in den Bahnen, die er ihm gewiesen, arbeiten und hegen Deutschlands Jäger, wie er es gelehrt.“